# Ola Jeppsson
Ola Jeppsson (i riksdagen kallad Jeppsson i Mörrum, senare Jeppsson i Visby), född 8 februari 1887 i Mörrum, död 17 juni 1941 i Visby, var en svensk lantbrukare och politiker (liberal).

## Biografi
Ola Jeppsson, som kom från en bondesläkt, var lantbrukare i Mörrum där han också var kommunalfullmäktiges ordförande. Han var riksdagsledamot i andra kammaren för Blekinge läns valkrets 1918–1920 samt från 1922 till den 20 april 1940. I riksdagen var han bland annat andra kammarens andre vice talman 1935–1936 samt förste vice talman 1937–1940. Han var också ledamot i statsutskottet 1933–1938. Han engagerade sig särskilt i jordbruks- och fiskefrågor, försvarspolitik samt kommunikationsfrågor.
Han fick på 1920-talet en framträdande roll inom Frisinnade landsföreningen. Han var kommunikationsminister 1930–1932 i Carl Gustaf Ekmans andra regering, och han var också förtroenderådets (motsvarande partistyrelsens) ordförande 1932–1934. Efter den liberala återföreningen och bildandet av Folkpartiet 1934 var han ordförande i det nya partiets verkställande utskott 1934–1939. Från 1938 till sin död var han landshövding i Gotlands län.
Han var ordförande i Frisinnade landsföreningens valkretsförbund i Blekinge län 1925–1939 och var även landstingsfullmäktiges ordförande i Blekinge läns landsting 1933–1938. Han var även flitigt anlitad i olika statliga utredningar.

## Priser och utmärkelser
- Riddare av Kungl. Vasaorden, 6 juni 1925.
- Kommendör av första klassen av Kungl. Nordstjärneorden, 6 juni 1931.